# Lâm Thị Hà Thanh
Lâm Thị Hà Thanh (19 de mayo de 1994) es una deportista vietnamita que compite en taekwondo. Ganó una medalla de plata en el Campeonato Asiático de Taekwondo de 2018 en la categoría de –62 kg.

## Palmarés internacional
| Campeonato Asiático | Campeonato Asiático          | Campeonato Asiático | Campeonato Asiático |
| Año                 | Lugar                        | Medalla             | Categoría           |
| ------------------- | ---------------------------- | ------------------- | ------------------- |
| 2018                | Ciudad Ho Chi Minh (Vietnam) | Medalla de plata    | –62 kg              |